# Bryony Lavery
Bryony Lavery (* 21. Dezember 1947 in Wakefield, Leicestershire, England) ist eine britische Theater-, Fernseh- und Radioautorin, die auch verschiedene Bücher verfasst hat.
Lavery begann als Schauspielerin und verfasste danach eigene Theaterstücke, gründete eine Schauspieltruppe und ein Theater. Sie war bis in die 1970er Jahre verheiratet und bekennt sich seit dieser Zeit zu ihrer lesbischen Veranlagung. Ihre schriftstellerischen Arbeiten beschäftigen sich deshalb auch überwiegend mit Frauen. Ihr Stück More Light aus dem Jahre 1997 hat zum Beispiel eine fast ausschließlich weibliche Besetzung.
Laverys mehr als 20 Stücke für das Theater, für BBC-Fernseh- und Rundfunksendungen brachten ihr den Titel eines Ehrendoktors der de Montfort University in Leicester und Nominierungen für den amerikanischen Tony Award.

## Werke (Auswahl)
- 1988: The Two Marias.
- 1991: Peter Pan – eine Pantomime.
- 1992: Her Aching Heart.
- 1997: Goliath.
- 1998: Frozen – Nominierung für den Tony Award für das beste Stück.
- 1998: Breathing Underwater, Radiospiel in BBC Radio 7.
- 2000: A Wedding Story.
- 2001: The Magic Toyshop.
- 2002: Illyria.
- 2004: Last Easter.
- 2007: Stockholm.
- 2007: Red Sky.
- 2008: It Snows.
- 2009: Kursk – Theater Young Vic.
- 2010: Beautiful Burnout – National Theatre of Scotland.
- 2016: Brideshead Revisited – York Theatre Royal.